# Peromyia anocellata
Peromyia anocellata är en tvåvingeart som beskrevs av Jaschhof 2001. Peromyia anocellata ingår i släktet Peromyia och familjen gallmyggor. Inga underarter finns listade i Catalogue of Life.